# 巴西紅牛
巴西紅牛（Red Bull Brasil）是一支巴西聖保羅的足球會，成立於2007年11月19日，由紅牛集團持有。